# La Pobla de Cérvoles
La Pobla de Cérvoles est une commune de la province de Lleida, en Catalogne, en Espagne, de la comarque de Garrigues